# 傅汝桂
傅汝桂（?—?），字若仙，贵州綏陽人，清朝政治人物、同進士出身。

## 生平
乾隆二十五年（1760年）庚辰科進士，三甲八十九名，后選授四川射洪知縣。